# Shinsei
Shinsei (MS-F2) - pierwszy japoński satelita naukowy, wystrzelony 28 grudnia 1971 rakietą M-4S-3. Konstrukcyjnie pojazd był podobny do satelity MS-T1 Tansei. Jego zadaniem była obserwacja jonosfery, promieniowania kosmicznego etc.